# ジェレミー・ダイソン
ジェレミー・ダイソン（英: Jeremy Dyson、1966年6月14日 - ）は、英国の脚本家、コメディアン、俳優、ミュージシャン。マーク・ゲイティス、スティーヴ・ペンバートン、リース・シェアスミスらと、シットコム・スケッチ番組『リーグ・オブ・ジェントルマン 奇人同盟!』を制作した。また、ウェスト・エンドの人気作品『ゴースト・ストーリーズ』を共同脚本・制作している。

## 略歴と私生活
ダイソンはイングランド北東部のヨークシャー・リーズで、エレイン・サヴィル（英: Elaine Saville）とメルヴィン・ダイソン（英: Melvin Dyson）の息子として生まれた。兄のアンドリュー・ダイソン（英: Andrew Dyson）、妹のジェイン・ダイソン（英: Jayne Dyson）がいる。リーズ大学で哲学を学んだ後、ノーザン・スクール・オブ・フィルム・アンド・テレビジョンで脚本の修士号を取得した。以前はロンドン・ハイベリーに住んでいたが、現在は出身地リーズに程近い、ウェスト・ヨークシャーのイルキリー在住である。
2002年にはニコラ・クラーク（英: Nicola Clarke）と結婚している。

## 芸歴
ダイソンはマーク・ゲイティス、スティーヴ・ペンバートン、リース・シェアスミスと『リーグ・オブ・ジェントルマン 奇人同盟!』を共同制作している。彼らはブレットン・ホール・カレッジ (Bretton Hall College) で学んでいる際に出会ってグループを結成した。
「ザ・リーグ・オブ・ジェントルメン」は1995年に舞台活動を始め、1997年にはBBC Radio 4でラジオ作品 "On the Town with the League of Gentlemen"を放送している。1999年にはテレビ番組『リーグ・オブ・ジェントルマン 奇人同盟!』の放送が開始され、英国アカデミー賞テレビ部門、ロイヤル・テレビジョン・ソサエティ・アワード、モントルー・金のバラ賞などを受賞している。ダイソン自身は自分に演技の才能が無いとしており、『リーグ・オブ・ジェントルマン』シリーズではカメオ出演しか行わない。代わりにシリーズの制作者補として働いている。2005年に公開された映画版 "The League of Gentlemen's Apocalypse" (en) では、本人が何回かカメオ出演した一方で、ダイソンの役はマイケル・シーンが演じた。
ダイソンはまた、文筆家としても活動している。ノンフィクションのホラー映画ガイドである "Bright Darkness: Lost Art of the Supernatural Horror Film"、短編集の "Never Trust a Rabbit" と"The Cranes That Build The Cranes" などを執筆している。前者の短編集はマクミラン・シルヴァー・ペン・アワードの1次選考を通過したほか、後者の短編集は2010年のエッジ・ヒル・アワードを獲得している。2006年4月6日には、小説 "What Happens Now" が発行され、ゴス・ファースト・ノベル・アワードにノミネートされた。
ダイソンはサイモン・アシュダウンと共に、BBC Threeで放送されBAFTAのノミネートを受けたテレビシリーズ、『ファンランド』を制作している。また2008年には、BBCのシリーズ『フェアリー・テイルズ』のエピソード "Billy Goats Gruff" を執筆している。
BBC Oneで放送され、BAFTA賞を受賞した『アームストロング・アンド・ミラー・ショー』では脚本編集者と作家を務めた。この番組では、フランダース・アンド・スワンのパロディである「ブラビンス・アンド・ファイフェ」、偶然が重なりがちな歴史学者デニス・リンカン・パーク、常に不満そうなランジェリー販売員のリサ & イヴォンヌ、「やつらを殺せ」スケッチ（英: 'Kill Them' sketches）などを創作している。
また、2010年にBBC Twoで放送されたシットコム "Grandma's House" (en) 、BBC Threeの『デッド・ボス』（2012年）、スカイ・アトランティックの "Walking and Talking"（2012年）でも脚本編集者を務めている。
ダイソンは英国の作家ロバート・エイクマンの超自然的フィクションに興味を持っており、複数のメディアでエイクマンの作品を翻案している。
執筆活動を行う傍ら、ダイソンは ポップ・バンド "Rudolf Rocker"（ルドルフ・ロッカーと同じスペル）でキーボードを担当しており、以前はリーズのバンド "Flowers for Agatha"（訳：アガサに花束を）のメンバーだった。
パニック障害や不安症に対する支援を呼びかけるチャリティ・グループ "No Panic" の協力者でもある。
2010年には、アンディ・ナイマンと共同で、超自然的テーマの舞台作品『ゴースト・ストーリーズ』を脚本・監督した。この作品は2010年2月から4月にかけて初演され、会場となったリヴァプール・プレイハウスとリリック・ハマースミスの観客動員数を塗り替えた。また作品はウェスト・エンドに場所を移し、デューク・オブ・ヨークス・シアターで2010年6月から13ヶ月に渡って公演された。同年11月の公演からは、同じ「ザ・リーグ・オブ・ジェントルメン」のリース・シェアスミスもこの舞台に参加している。その後ナイマンと共同監督・脚本で映画化し、『ゴースト・ストーリーズ 英国幽霊奇談』として2018年に公開した。2011年1月には再びリリック・ハマースミスに戻り、 "Roald Dahl's Twisted Tales" を上演した。この作品は、ロアルド・ダールの短編集『予期せぬ出来事』を初めて舞台用に翻案したものである。
BBC Twoでジェームズ・コーデン、マシュー・ベイントン、トム・バスデンが制作したコメディ・スリラー "The Wrong Mans" (en) でも脚本編集者を務めた。この番組は平凡な会社員たちが知らず知らずのうちに恐ろしい犯罪の陰謀に巻き込まれてしまうというもので、第1シリーズは2013年に放送されている。